# Palazzo Marulli - De Martino
Il Palazzo Marulli-De Martino è ubicato su Corso Garibaldi, in pieno centro storico, a Barletta.

## Storia
Imponente e sontuoso, rappresenta uno dei migliori esempi di architettura nobiliare in Puglia.
La costruzione ebbe inizio e terminò nella prima metà del XVI secolo. Da sempre appartenuto alla famiglia Marulli, nel corso del XIX secolo diventò di proprietà di una ricca famiglia terriera, i De Martino.

### I sovrani francesi
Il palazzo ospitò nelle sue stanze Giuseppe Bonaparte dal 26 al 29 marzo del 1807 e, in seguito, Gioacchino Murat, re di Napoli, dal 14 al 26 aprile 1813, recatosi a Barletta per visitare le Saline di Barletta (l'odierna Margherita di Savoia).

## Descrizione
La facciata frontale fu rielaborata in senso neoclassico nella seconda metà dell'Ottocento dall'architetto Losito.
Monumentale è l'affresco presente nell'ingresso del palazzo.